# Zurich Insurance Group
Zurich Insurance Group — швейцарская страховая компания со штаб-квартирой в Цюрихе. Zurich Insurance Group — крупнейшая страховая компания в Швейцарии, другими основными рынками для неё являются США, Германия, Испания, Австралия, Великобритания, Бразилия и Италия. По состоянию на 2021 год Zurich была 75-й крупнейшей компанией в списке Forbes Global 2000, а в списке Fortune Global 500 заняла 168-е место.

## История
В середине XIX века Швейцария начала становиться важным финансовым центром Европы. В 1856 году был основан Schweizerische Kreditanstalt (Швейцарский кредитный банк); в 1869 году по его инициативе была основана Schweiz Transport-Versicherungs-Gesellschaft (Швейцарская компания страхования транспорта). Не имея возможности перестраховывать риски в других компаниях, Schweiz основала в ноябре 1872 года собственную перестраховочную компанию Versicherungs-Verein (Страховая ассоциация). С 1875 года эта компания начала заниматься страхованием от несчастных случаев. Дальнейшее расширение спектра страховых услуги привело в 1894 году к изменению названия на Zürich Allgemeine Unfall- und Haftpflicht-Versicherungs (Компания Цюриха по страхованию ответственности и от несчастных случаев). Уже с 1875 года компания начала развивать сеть зарубежных отделений, начиная с Германии, затем во Франции, Австро-Венгрии, Дании и Испании. В 1912 году была получена лицензия на деятельность в Нью-Йорке, вскоре США стали одним из важнейших рынков для компании. В 1922 году была основана дочерняя компания по страхованию жизни.
В 1955 году название компании было изменено на Zürich Versicherungs-Gesellschaft (Страховая компания Цюриха). Последовал ряд поглощений других страховых компаний как в Швейцарии (Alpina Versicherungs-Aktiengesellschaft в 1965 году и Geneva Insurance в 1991 году), так и в других странах (Commonwealth General Assurance Corporation в Австралии в 1961 году, Iguazù Compañia de Seguros в Аргентине в 1965 году, Agrippina Versicherungs в Германии в 1969 году, Anglo-Americana de Seguros Gerais в Базилии в 1984 году, Maryland Casualty Group в США в 1989 году). В 1993 году в США была основана перестраховочная дочерняя компания Zurich Reinsurance Center, быстро занявшая одно из ведущих мест на рынке перестрахования. В 1996 году за 2 млрд долларов была куплена Kemper Corporation, расположенная в штате Иллинойс. Вскоре ещё 2 млрд было потрачено на покупку Scudder, Stevens & Clark Inc., компании по управлению активами.
В 1998 году произошло слияние Zurich с финансовой частью британского конгломерата British American Tobacco; компания стала называться Zurich Financial Services. Она стала пятой крупнейшей в мире страховой компанией и вошла в десятку по размеру активов под управлением. К 2002 году, однако выяснилось, что не все аспекты слияния были благоприятными, в 2002 годы были отделены в самостоятельные компании перестраховочная Zurich Re и компания по управлению активами Threadneedle Asset Management, входившая в состав BAT. В 2011 году была куплена малайзийская страховая компания Malaysian Assurance Alliance Berhad, а также заключено соглашение с Grupo Santander о распространении страховых полисов через сеть отделений Santander в Латинской Америке (Бразилия, Аргентина, Мексика, Чили, Уругвай).
В апреле 2012 года Zurich Financial Services Ltd изменила своё название на Zurich Insurance Group Ltd..
В декабре 2020 года группа компаний Zurich group приобрела у MetLife портфель по страхованию имущества и страхования от несчастных случаев за 3,94 млрд долларов США. Покупка в сочетании с 10-летним соглашением о сотрудничестве между страховщиками Farmers и MetLife финансируется группой Zurich на 2,43 миллиарда долларов США, а оставшиеся 1,51 миллиарда долларов США внесены Farmers.
В марте 2022 года компания объявила о том, что она прекращает использовать свой короткий логотип (буква Z в синем круге) в социальных сетях, поскольку буква Z стала символом вторжения России на Украину.

## Собственники и руководство
Zurich Insurance Group Ltd (Zurich) зарегистрирована на бирже SIX Swiss Exchange под кодом ZURN. На 2020 год было выпущено 150,5 млн акций, у группы было 133 тысячи акционеров, более 5 % акций принадлежало базирующемся в США инвестиционным фондам BlackRock и Capital Group Companies.
- Мишель Лье (Michel M. Liès, род. в 1954 году) — председатель совета директоров с 2018 года; вся его карьера начиная с 1978 года прошла в Swiss Re, включая пост главного исполнительного директора с 2012 по 2016 год.
- Марио Греко (Mario Greco, род. в 1959 году) — главный исполнительный директор с 2016 года, ранее работал в страховых и банковских компаниях Allianz, Sanpaolo IMI Group, Assicurazioni Generali и других[2].

## Деятельность

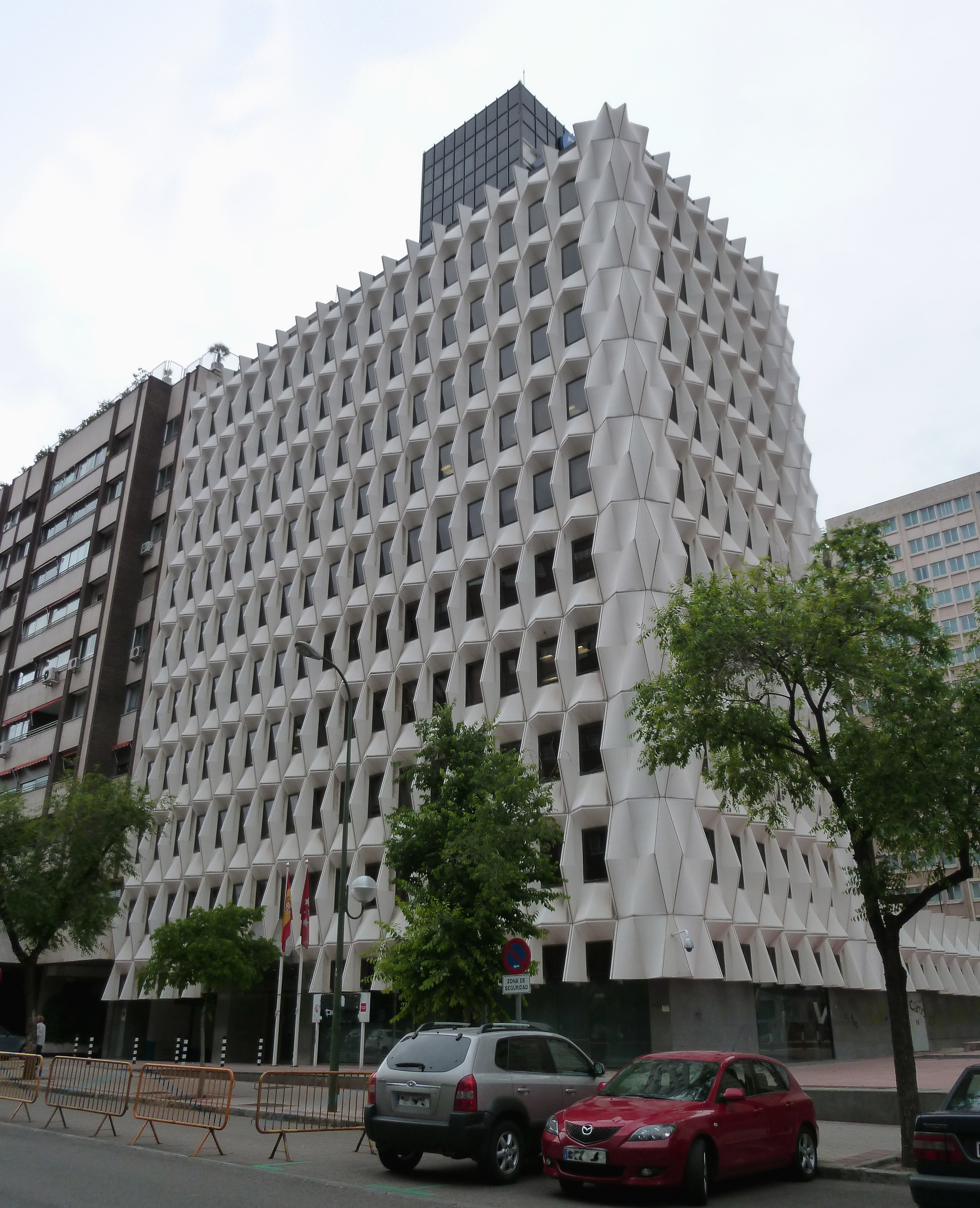
Офис в Мадриде

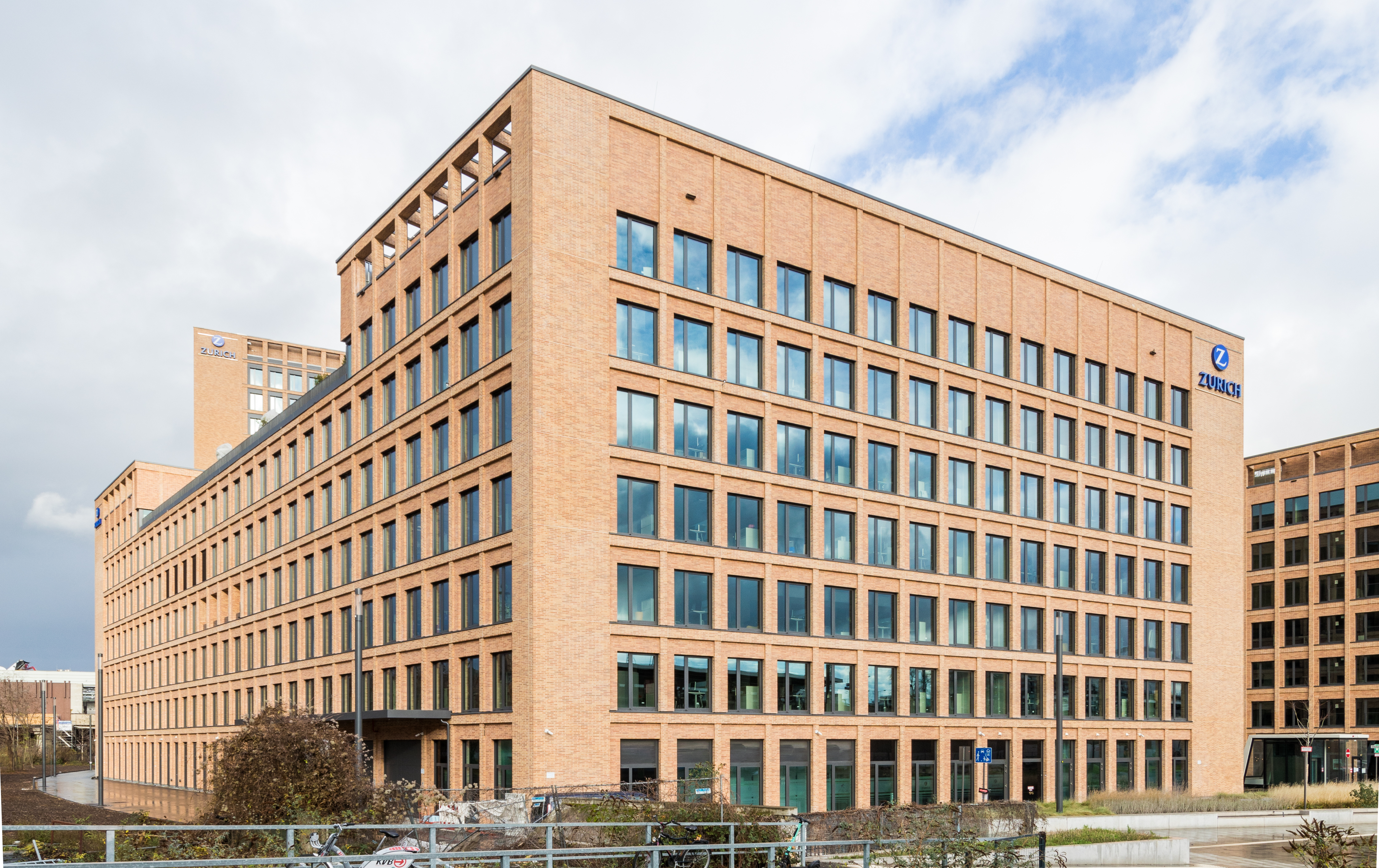
Офис в Кёльне

За 2020 год выручка группы составила 59 млрд долларов, из них 48,2 млрд пришлось на страховые премии, 7,4 млрд — инвестиционный доход, 3,7 млрд — фермерское страхование. Страховые выплаты составили 35,9 млрд долларов. Активы группы на конец года составили 439 млрд долларов, из них 210 млрд пришлось на инвестиции, в том числе 161 млрд — государственные и корпоративные облигации.
Подразделения:
- Страхование имущества — выручка 29 млрд долларов, активы 127 млрд.
- Страхование жизни — выручка 23,2 млрд (из них 16,5 млрд в Европе), активы 287 млрд.
- Фермерское страхование — деятельность дочерней компании Farmers Group, Inc., предоставляющей финансовые услуги взаимной страховой компании Farmers Exchanges, работающей в США и не являющейся частью Zurich Insurance Group; выручка 5 млрд долларов, активы 15 млрд[2].

Регионы деятельности:
- Европа, Ближний Восток и Африка — выручка 13,2 млрд долларов, основные страны: Германия, Испания, Великобритания, Швейцария, Италия, Ирландия, Австрия.
- Северная Америка — выручка 11,1 млрд долларов; работает только в США.
- Латинская Америка — выручка 2 млрд долларов; основные страны: Бразилия, Чили, Мексика, Аргентина, Уругвай, Колумбия.
- Азиатско-Тихоокеанский регион — выручка 2,7 млрд долларов; основные страны: Австралия, Япония, Малайзия, Индонезия, Гонконг[2].

| Год                 | 2005  | 2006  | 2007  | 2008  | 2009  | 2010  | 2011  | 2012  | 2013  | 2014  | 2015  | 2016  | 2017  | 2018  | 2019  | 2020  |
| ------------------- | ----- | ----- | ----- | ----- | ----- | ----- | ----- | ----- | ----- | ----- | ----- | ----- | ----- | ----- | ----- | ----- |
| Оборот              | 67,19 | 65,00 | 55,29 | 32,35 | 70,12 | 67,85 | 52,98 | 70,41 | 72,05 | 72,57 | 60,57 | 67,25 | 63,96 | 47,18 | 71,79 | 59,00 |
| Чистая прибыль      | 3,330 | 4,625 | 5,797 | 3,116 | 3,983 | 3,513 | 3,775 | 3,967 | 4,259 | 4,174 | 2,047 | 3,478 | 3,309 | 3,977 | 4,384 | 4,071 |
| Активы              | 339,6 | 373,9 | 389,3 | 327,9 | 369,2 | 375,7 | 387,0 | 409,3 | 415,1 | 406,5 | 382,0 | 382,7 | 422,1 | 395,3 | 404,7 | 439,3 |
| Собственный капитал | 23,24 | 27,06 | 29,32 | 23,78 | 31,10 | 33,32 | 33,97 | 36,86 | 34,73 | 36,83 | 32,90 | 32,47 | 34,89 | 31,80 | 36,55 | 39,85 |

## Zurich в России
В России страховая группа Zurich работала в 1880-х годах. Возвращение Zurich в Россию состоялось в 1996 году — группа приобрела созданную в 1992 году страховую компанию «Вестроссо» (которая была переименована в ЗАО «Цюрих-Русь», а затем — в ЗАО «Цюрих» (в настоящее время — АО «Цюрих надёжное страхование»). В 2008 году группа Zurich купила за 260 млн долларов 66 % акций ещё одного российского страховщика — страховой компании «Наста».
С октября 2009 года проходила интеграция российского страхового бизнеса Zurich в ООО СК «Цюрих», которая стала единой компанией, обслуживающей физических лиц и корпоративных клиентов. В конце 2013 — начале 2014 года стало известно, что Zurich Insurance Group пытается продать розничный страховой бизнес в России. В конце 2014 года российский розничный бизнес швейцарской Zurich был продан компании «Олма» и работает сейчас под брендом «Зетта Страхование». Корпоративный бизнес остался в российской «дочке» Zurich — компании «Цюрих надёжное страхование». Объём портфеля по корпоративному страхованию, переданный в «Цюрих надёжное страхование» при продаже розничного российского страхового бизнеса группы Zurich, составил около 1,5 млрд р. Это — 92 % корпоративного бизнеса компании «Цюрих» и около 25 % всего портфеля страховщика. Директором компании «Цюрих надёжное страхование» был назначен Михаель Хергезелль.
В июне 2021 года АО «Цюрих надёжное страхование» было переименовано в АО «Страховая компания „Цюрих“» (АО СК «Цюрих»).
В мае 2022 года швейцарский страховщик Zurich Insurance Group продал 100 % акций АО СК «Цюрих» менеджменту компании и покинул российский рынок. После завершения сделки СК «Цюрих» провела ребрендинг и продолжает работу под новым наименованием АО СК «Турикум».

## Самоубийство Пьера Вотье
В конце августа 2013 года совершил самоубийство финансовый директор группы (назначен в сентябре 2011 года) Пьер Вотье. Это происшествие имело большой резонанс и привело, в частности, к отставке главы наблюдательного совета (избран в мае 2012 года) Йозефа Акерманна. Он резко негативно оценил подготовленный Вотье отчёт по итогам работы группы в первом полугодии 2013 года, что вызвало сильный стресс и затем самоубийство 51-летнего финансового директора группы Zurich.